# Teemu Rannikko
Teemu Rannikko (* 9. September 1980 in Turku) ist ein finnischer Basketballspieler. Der 1,89 m große Point Guard gehört zu den wenigen Finnen, die sich im europäischen Vereinsbasketball etablieren konnten, und wurde fünfmal (2003, 2006, 2007, 2009, 2010) als Finnlands Basketballspieler des Jahres ausgezeichnet.

## Karriere
Rannikko debütierte 1996 in der finnischen Korisliiga. 1998 wurde er zum meistverbesserten, 1999 und 2000 zum wertvollsten Spieler der Regular Season gekürt, womit er der bislang jüngste Träger dieser Auszeichnung in der Ligageschichte ist. Anschließend war er fünf Jahre lang in Italien aktiv: Zuerst war Rannikko von Benetton Treviso an den in der Serie A2 spielenden Verein Bipop Carire Reggio Emilia ausgeliehen worden, in den drei folgenden Spielzeiten stand er in der Serie A1 bei Euro Roseto und Scavolini Pesaro unter Vertrag. Dabei spielte Rannikko in seiner letzten Saison in Italien mit seinem Nationalmannschafts-Kollegen Hanno Möttölä in einer Mannschaft und kam erstmals in der Euroleague zum Einsatz. Nach seinem Wechsel zum slowenischen Verein Olimpija Ljubljana erhielt er wesentlich mehr Spielzeit und entwickelte sich schnell vor allem offensiv zu einem der wichtigsten Spieler der Mannschaft, auch gewann Rannikko mit dem Double aus Meisterschaft und Pokal 2006 erstmals nationale Titel. Von 2007 bis 2009 stand er beim russischen Verein BK Chimki unter Vertrag, mit dem er in seiner ersten Saison den russischen Pokal gewann und in beiden Jahren das Finale der nationalen Meisterschaft erreichte. Es folgte ein Wechsel nach Spanien zu CB Granada. 2010 kehrte Rannikko nach Italien zurück und unterschrieb einen Vertrag bei Pallacanestro Varese. Nach zwei Jahren wechselte er wieder zu Olimpija Ljubljana. Für die Saison 2013/14 kehrte er in seine Heimat zurück und spielt für Kataja aus Joensuu.
Rannikko ist seit 1997 in der finnischen A-Nationalmannschaft aktiv, mit der er sich zuletzt auch für die Endrunden der Europameisterschaft 2011 und 2013 qualifizieren konnte. Dort erreichte die Nationalauswahl etwas überraschend jeweils die Runden der besten zwölf Mannschaften und konnte sich unter Nationaltrainer Henrik Dettmann, der zuvor auch schon Trainer der deutschen Nationalmannschaft gewesen war, unter den besten zehn Mannschaften Europas etablieren.